# Eudyptes moseleyi
Az Eudyptes moseleyi a madarak (Aves) osztályának pingvinalakúak (Sphenisciformes) rendjébe, ezen belül a pingvinfélék (Spheniscidae) családjába és a Spheniscinae alcsaládjába tartozó faj.
Habár a legújabb kutatások szerint külön, önálló fajnak tekinthető, egyes rendszerezők még mindig az aranytollú pingvin (Eudyptes chrysocome) alfajaként kezelik.
Egy 2009-ben kiadott kutatás szerint, ennek a fajnak az állománya az 1950-es évektől 90%-kal csökkent. Emiatt a Természetvédelmi Világszövetség (IUCN) veszélyeztetett fajként tartja számon.

## Rendszertani besorolása

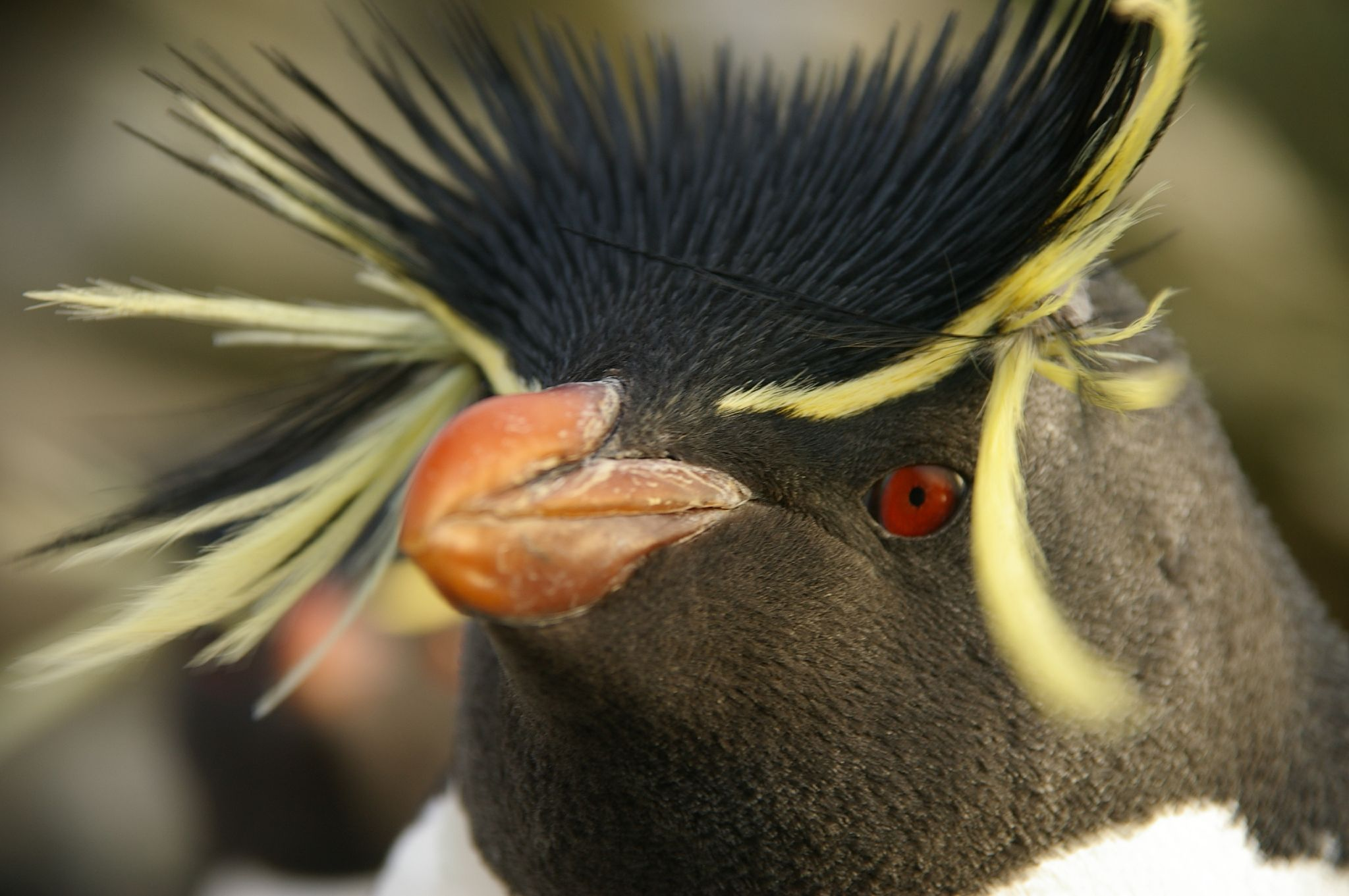
A feje

2006 óta, amikor is egy kutatás alapján az aranytollú pingvin két fő állománya között alaktani, hangtani és genetikai különbségeket vettek észre, megnyílt az állományok külön fajba való besorolásának a lehetősége. A molekuláris adatok szerint a két állomány szétválása, valamikor a pleisztocén közepén történt klímaváltozás idején történt meg; hiszen ez a változás melegebb áramlatokat eredményezett a térségben - melegebb áramlatok, melyeket a pingvinek elkerültek. A mitokondriális vizsgálatok azt mutatják, hogy a Kerguelen-szigetekre tévedt Eudyptes moseleyi példányok a 6000 kilométer távolságban levő Gough-szigetről érkeztek, és nem közeli rokonai a helybéli madaraknak. E bizonyítékok ellenére a rendszerezők többsége még nem fogadta el a különválasztást.

## Előfordulása
Az Eudyptes moseleyi állományának 99%-a az Atlanti-óceán déli részén levő Tristan da Cunha és a Gough-szigetek területén költ. A szaporodási időszakon kívül az év többi részét a nyílt óceánon tölti.

## Életmódja
Ez a pingvinfaj főleg krillel táplálkozik, de ezek mellett egyéb rákokat, kalmárokat, nyolckarú polipokat és halakat is fogyaszt.

## Szaporodása
Költőkolóniákba tömörül, általában a tenger melletti sziklafalakon, de néha beljebb a szárazon is.

## Természetvédelmi helyzete és veszélyeztetettsége
Becslések szerint a Gough-szigeten 100 000-499 999, az Inaccessible-szigeten 18 000-27 000 és a Tristan da Cunhán 3200-4500 költőpár van. Az eddigi megfigyelések szerint az Atlanti-óceánban az állomány évente 2,7%-kal csökken.
Ezt a madarat a mai éghajlatváltozás, a tengeri ökoszisztémákban levő változások, valamint az ember által végzett túlhalászás veszélyezteti. A tojásra és fiókára a szigetekre behurcolt házi egér (Mus musculus) jelent veszélyt. A megcsappant táplálékforrásokért a szubantarktikus medvefókával (Arctocephalus tropicalis) kénytelen osztózni.
2011. március 16-án az MS Oliva nevű tankhajó zátonyra futott a Nightingale-szigetnél. Az olajos madarakat, megtisztítási célból a Tristan da Cunhára kellett átvinni a szigeten levő édesvízhiány miatt.

## Fordítás
- Ez a szócikk részben vagy egészben  a   Northern rockhopper penguin című angol Wikipédia-szócikk ezen változatának fordításán alapul.  Az eredeti cikk szerkesztőit annak laptörténete sorolja fel. Ez a jelzés csupán a megfogalmazás eredetét és a szerzői jogokat jelzi, nem szolgál a cikkben szereplő információk forrásmegjelöléseként.